# Franz Metz (Politiker)

Franz Metz

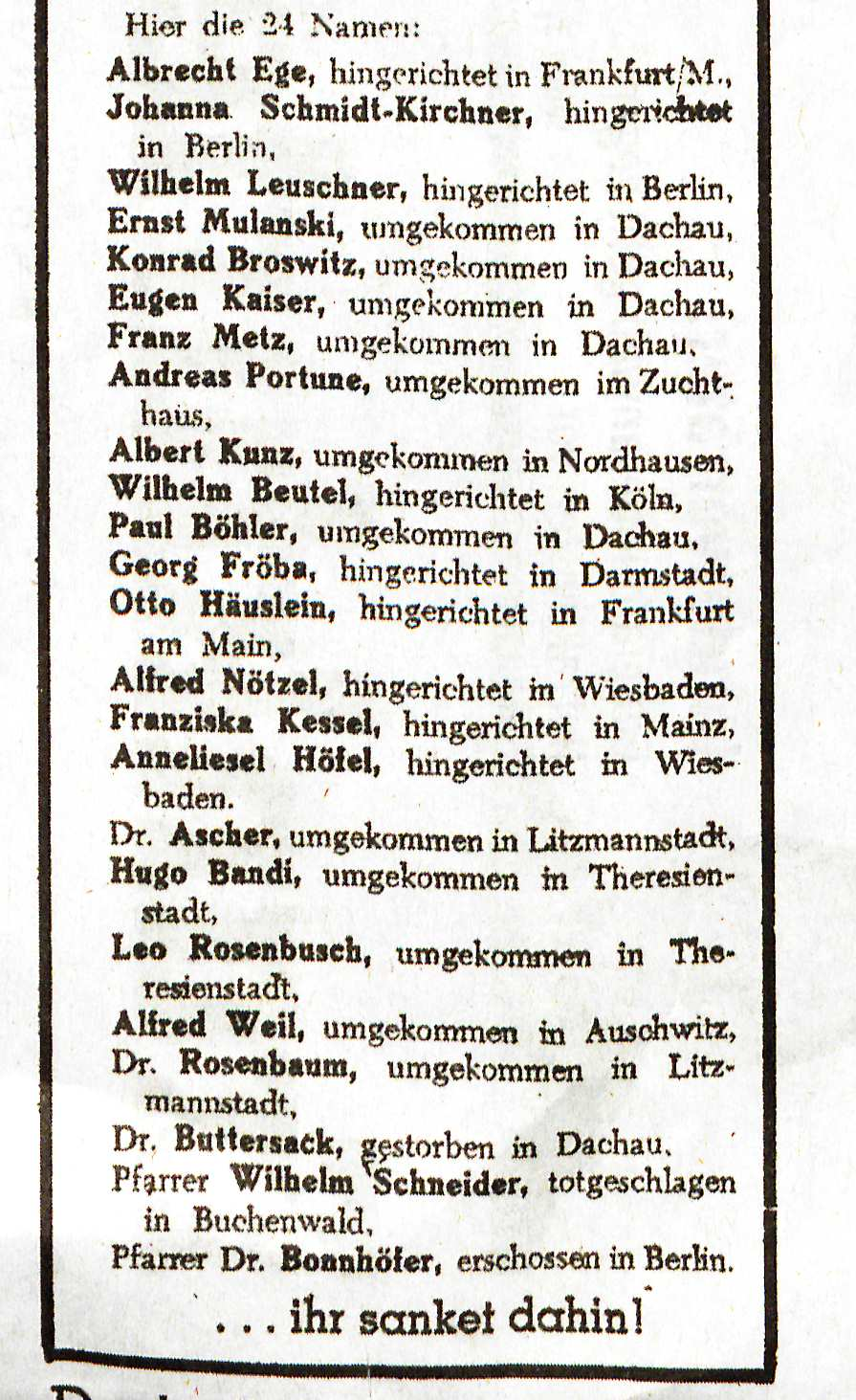
Gedenkveranstaltung in Frankfurt
Zeitungsausschnitt, FR 1. August 1945

Franz Metz (* 10. August 1878 in Schweinfurt; † 13. Juni 1945 im Lager Buchberg, Geretsried) war ein deutscher Politiker (SPD) und Mitglied des Reichstages.

## Leben
Der Deutsche Metallarbeiter-Verband (DMV) stellte ihn als Ortsbevollmächtigten in Frankfurt am Main im Jahr 1907 ein, später rückte er als Bezirkssekretär nach. Franz Metz stand bei den Reichstagswahlen vom Mai 1928 an der Spitze der Liste der SPD im Wahlkreis 19 (Hessen-Nassau). Metz verweigerte in namentlicher Abstimmung den Nationalsozialisten die Zustimmung zum Ermächtigungsgesetz.
Nach dem 2. Mai 1933 wurde Franz Metz gezwungen, die neuen Machthaber in der Verbandszentrale des Deutschen Metallarbeiter-Verbandes einzuarbeiten. Er weigerte sich jedoch, Kündigungsschreiben an seine alten Kollegen abzufassen, und wurde deshalb fristlos entlassen. Metz zog um nach Frankfurt und eröffnete das „Café Metz“, welches sich zu einem Treffpunkt oppositioneller Genossen und Kollegen entwickelte.
Metz war eine zentrale Figur in der illegalisierten Metallarbeiterbewegung. Er wurde im Rahmen der Aktion „Gitter“ nach dem 20. Juli 1944 verhaftet und ins KZ Dachau eingeliefert. Er starb nach der Befreiung des KZ Dachaus am 13. Juni 1945 in Geretsried (Lager Buchberg) an einer Lungenentzündung.

## Erinnerung an Franz Metz
Heute erinnert das Denkmal für die 96 von den Nationalsozialisten ermordeten Reichstagsabgeordneten vor dem Westportal des Berliner Reichstags auch an Franz Metz. Im Frankfurter Stadtteil Bockenheim wurde eine Straße nach ihm benannt.

Franz Metz * 1878 † 1945 Geretsried Haftfolgen KZ Dachau SPD
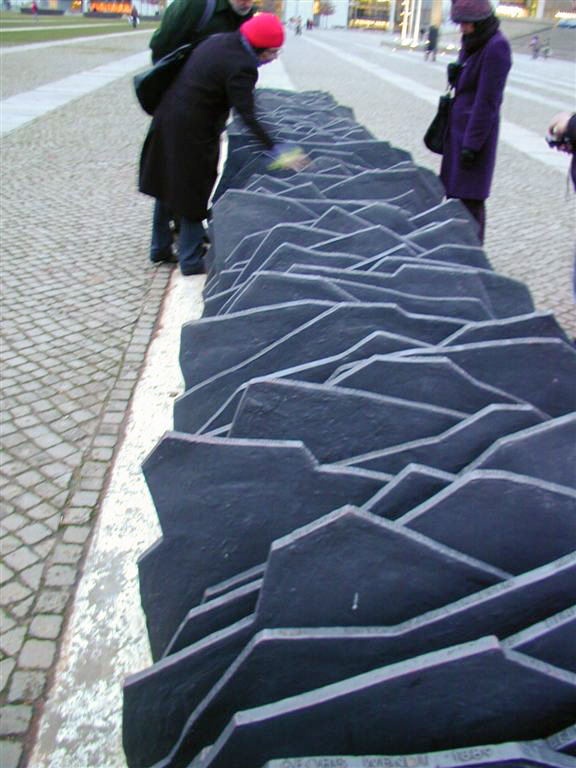
Denkmal für 96 vom NS-Regime ermordete Reichstagsabgeordnete